# Вудворд (округ, Оклахома)
Шаблон:StateAbbr_ 36°25′ пн. ш. 99°16′ зх. д. / 36.42° пн. ш. 99.26° зх. д.
Округ  Вудворд (англ. Woodward County) — округ (графство) у штаті  Оклахома, США. Ідентифікатор округу 40153.

## Історія
Округ утворений 1893 року.

## Демографія
За даними перепису 
2000 року 
загальне населення округу становило 18486 осіб, зокрема міського населення було 11088, а сільського — 7398.
Серед мешканців округу чоловіків було 9239, а жінок — 9247. В окрузі було 7141 домогосподарство, 5078 родин, які мешкали в 8341 будинках.
Середній розмір родини становив 2,96.
Віковий розподіл населення поданий у таблиці:
| Стать    | До 15 років | 15-21 | 22-29 | 30-39 | 40-49 | 50-65 | 65-85 | Понад 85 |
| -------- | ----------- | ----- | ----- | ----- | ----- | ----- | ----- | -------- |
| Чоловіки | 1903        | 1090  | 889   | 1259  | 1563  | 1427  | 1001  | 107      |
| Жінки    | 1897        | 950   | 794   | 1220  | 1377  | 1496  | 1250  | 263      |

## Суміжні округи
- Вудс — північний схід
- Мейджор — схід
- Дьюї — південь
- Елліс — захід
- Гарпер — північний захід

## Виноски
1. ↑  U.S. Decennial Census. United States Census Bureau. Архів оригіналу за 4 квітня 2018. Процитовано 22 лютого 2015.
2. ↑  Historical Census Browser. University of Virginia Library. Архів оригіналу за 11 серпня 2012. Процитовано 22 лютого 2015.
3. ↑  Forstall, Richard L., ред. (27 березня 1995). Population of Counties by Decennial Census: 1900 to 1990. United States Census Bureau. Архів оригіналу за 19 лютого 2015. Процитовано 22 лютого 2015.
4. ↑  Census 2000 PHC-T-4. Ranking Tables for Counties: 1990 and 2000 (PDF). United States Census Bureau. 2 квітня 2001. Архів оригіналу (PDF) за 18 грудня 2014. Процитовано 22 лютого 2015.
5. ↑  State & County QuickFacts. United States Census Bureau. Архів оригіналу за 22 липня 2011. Процитовано 13 листопада 2013.(англ.) Наведено за англійською вікіпедією.
6. ↑  American FactFinder. Бюро перепису населення США. Архів оригіналу за 26 лютого 2012. Процитовано 31 січня 2008.

| США | Це незавершена стаття з географії США. Ви можете допомогти проєкту, виправивши або дописавши її. |